# Aplodinotus grunniens
Aplodinotus grunniens è un pesce osseo d'acqua dolce della famiglia Sciaenidae, unica specie del genere Aplodinotus. 

## Distribuzione e habitat

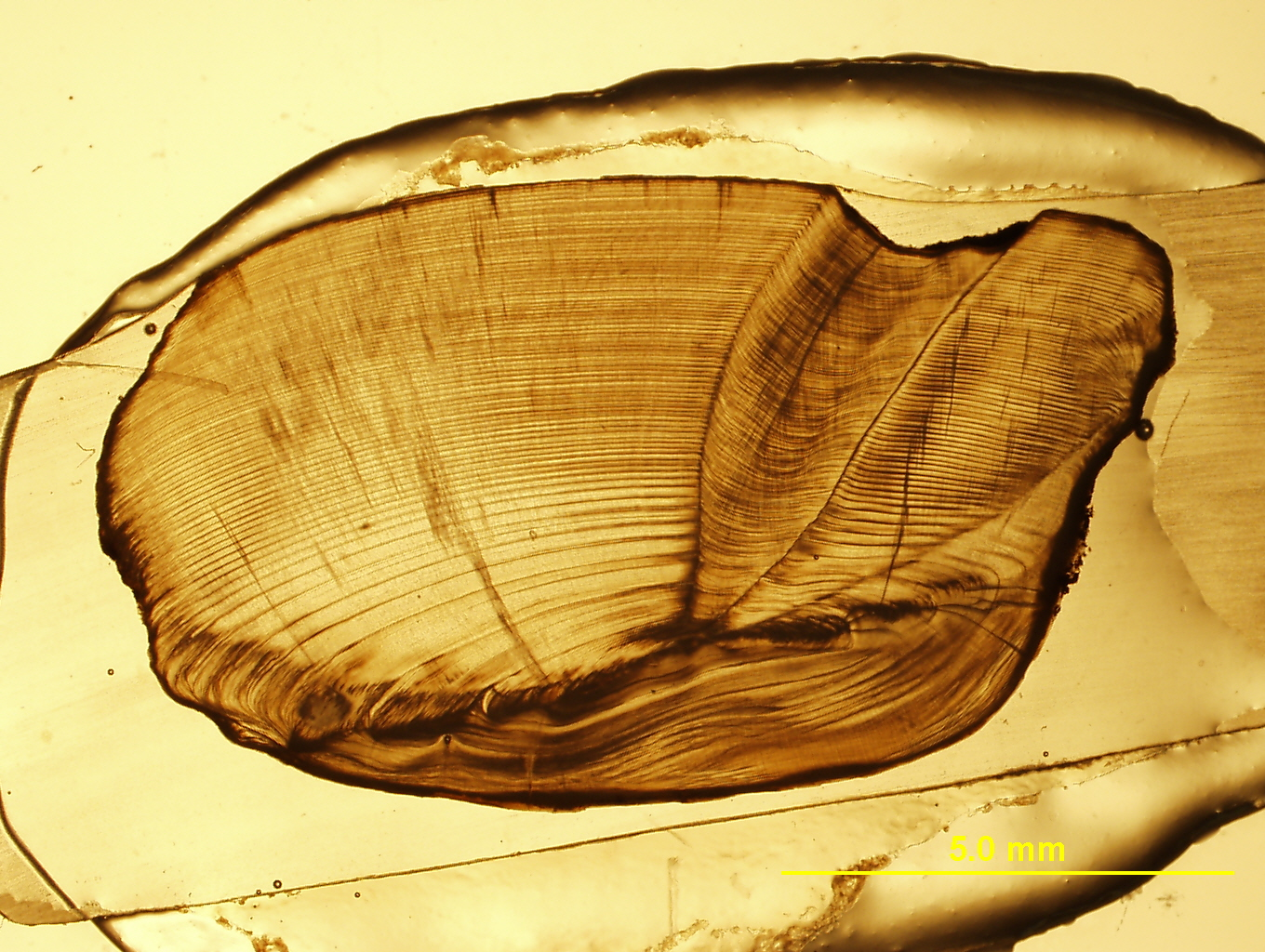
Otolite sagittale (= a forma di freccia) di un pesce tamburo d'acqua dolce.

È un pesce endemico del Nord e Centro America. Si trova nella parte del Nordamerica a est delle Montagne Rocciose a nord fino al Canada (Québec, Manitoba e Saskatchewan) e a sud fino al Guatemala (fiume Usumacinta). È uno dei pesci d'acqua dolce nordamericani con l'areale più esteso. È stato introdotto in Giappone, senza acclimatazione.
Vive nei pressi del fondale di laghi e fiumi di medie e grandi dimensioni. Preferisce fondali sabbiosi o fangosi.

## Descrizione

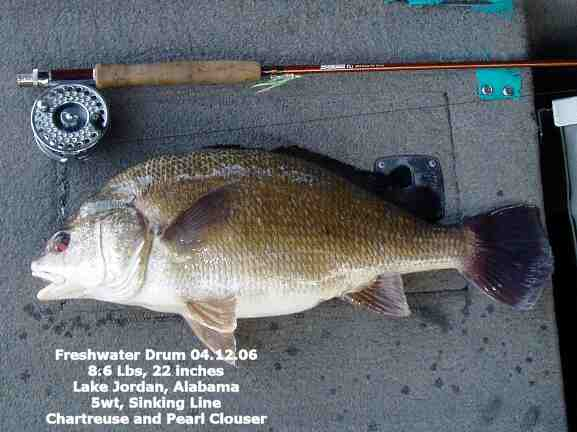

L'aspetto assomiglia a quello dei più comuni Sciaenidae marini. È evidente una gobba dorsale. La pinna caudale è arrotondata. La bocca è posta in basso sul profilo del capo. La linea laterale percorre la pinna caudale. Il colore è argenteo più o meno scuro.
La taglia massima nota è di 95 cm per 24,7 kg, la taglia comune è sui 45 cm.

## Biologia
Può vivere fino a 13 anni.

### Riproduzione
È in grado, come molti Sciaenidae, di emettere suoni attraverso la vescica natatoria da cui il nome comune inglese di drum ovvero "tamburo". Questi suoni sono emessi dal maschio durante il corteggiamento.

### Alimentazione
Carnivoro. L'adulto si nutre di insetti acquatici, pesci (soprattutto Alosa e giovanili della sua specie), molluschi e crostacei (anfipodi e gamberi di fiume). I giovanili si nutrono di avannotti e di zooplancton.

## Rapporti con l'uomo

### Pesca
Questo pesce ha una modesta importanza per la pesca commerciale mentre è preda ambita dei pescatori sportivi.

### Altro
Gli otoliti di questo pesce vengono utilizzati come portafortuna.